# Roncone
Roncone est une ancienne commune italienne d'environ 1 500 habitants située dans la province autonome de Trente dans la région du Trentin-Haut-Adige dans le nord-est de l'Italie. Le 1er janvier 2016, elle a fusionné avec Breguzzo, Lardaro et Bondo pour former la nouvelle municipalité de Sella Giudicarie.

## Géographie

### Communes limitrophes
Daone, Tione di Trento, Bondo (Italie), Breguzzo, Praso, Lardaro

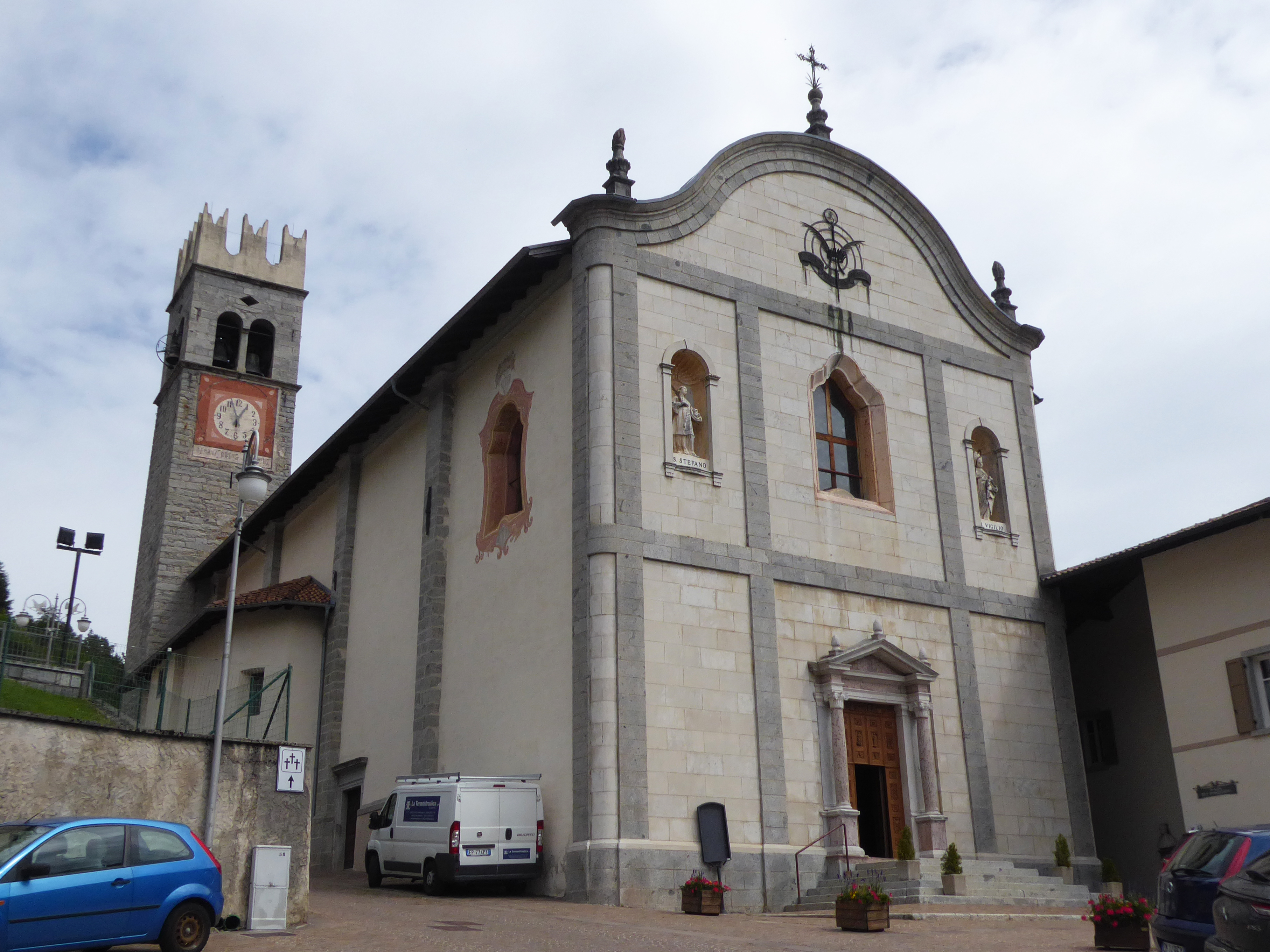
L'église Saint-Étienne, patron de la commune.